# Neumühle (Dentlein am Forst)
Neumühle ist ein Wohnplatz in der Gemarkung Thürnhofen des Marktes Dentlein am Forst im Landkreis Ansbach (Mittelfranken, Bayern). Es wird dem Gemeindeteil Kaierberg derselben Gemarkung zugerechnet.

## Geographie
Die Einöde Neumühle liegt etwa 2 km nordnordwestlich der Ortsmitte von Dentlein am Nordrand des den Gemeindesitz umgebenden Dentleiner Forsts auf etwa 456 m ü. NHN. Die Mühle steht am rechten Ufer des nordöstlich ziehenden Neumüllersbachs, der unmittelbar zuvor und just noch in der Thürnhofener Teilgemarkung der Stadt Feuchtwangen den zumindest früher Sägweiher genannten Mühlweiher durchfließt und über dessen Oberlauf Mittelbach zum Feldbach, dann weiter zum Löschenbach und zur Sulzach entwässert.
Die Neumühle hat engen baulichen Zusammenhang mit dem wenig bachabwärts liegenden Dentleiner Dorf Kaierberg. Etwa 1,3 km im Westen liegt am oberen Mittelbach das Dorf Thürnhofen. Von diesem Ort herkommend, passiert die Staatsstraße 2222  die Neumühle am Nordrand und läuft dann ostwärts weiter in Richtung Wieseth.

## Geschichte
Neumühle lag im Fraischbezirk des ansbachischen Oberamtes Feuchtwangen. Die Grundherrschaft über die Mahlmühle hatte das Rittergut Thürnhofen der Herren von Völderndorf. An diesen Verhältnissen hatte sich bis zum Ende des Alten Reiches (1806) nichts geändert. Von 1797 bis 1808 unterstand der Ort dem Justiz- und Kammeramt Feuchtwangen.
Mit dem Gemeindeedikt (frühes 19. Jahrhundert) wurde Neumühle dem Steuerdistrikt und der Ruralgemeinde Thürnhofen zugeordnet.
1871 bestand der Ort aus drei Gebäuden und gehörte zur protestantischen Pfarrei und zum Schulsprengel von Dentlein. Es gab drei Pferde und drei Rindviecher. Bis mindestens 1880 wurde Neumühle als Ortsteil der ehemaligen Gemeinde Thürnhofen geführt, ab der Volkszählung von 1885 wird der Ort nicht mehr getrennt als Ortschaft aufgeführt.
Im Zuge der Gebietsreform in Bayern wurde Neumühle am 1. April 1971 zunächst nach Aichau eingegliedert. Am 31. Dezember 1971 wurde diese aufgelöst und Neumühle nach Dentlein eingemeindet.

### Einwohnerentwicklung
| Jahr      | 001818 | 001836 | 001840 | 001861 | 001871 |
| Einwohner | 5      | 15     | 13     | *      | 9      |
| Häuser    | 1      | 1      | 2      |        |        |
| Quelle    | [ 8 ]  | [ 9 ]  | [ 10 ] | [ 11 ] | [ 5 ]  |

## Religion
Der Ort ist seit der Reformation evangelisch-lutherisch geprägt und bis heute nach St. Ursula (Dentlein am Forst) gepfarrt. Die Einwohner römisch-katholischer Konfession sind nach St. Raphael (Großohrenbronn) gepfarrt.

## Weblink
- Neumühle in der Ortsdatenbank des bavarikon, abgerufen am 19. August 2021.